# TT Assen 1963
De TT van Assen 1963 was de vijfde Grand Prix van het wereldkampioenschap wegrace-seizoen 1963. De races werden verreden op zaterdag 29 juni op het Circuit van Drenthe vlak bij Assen. Alle klassen kwamen aan de start.

## 500cc-klasse

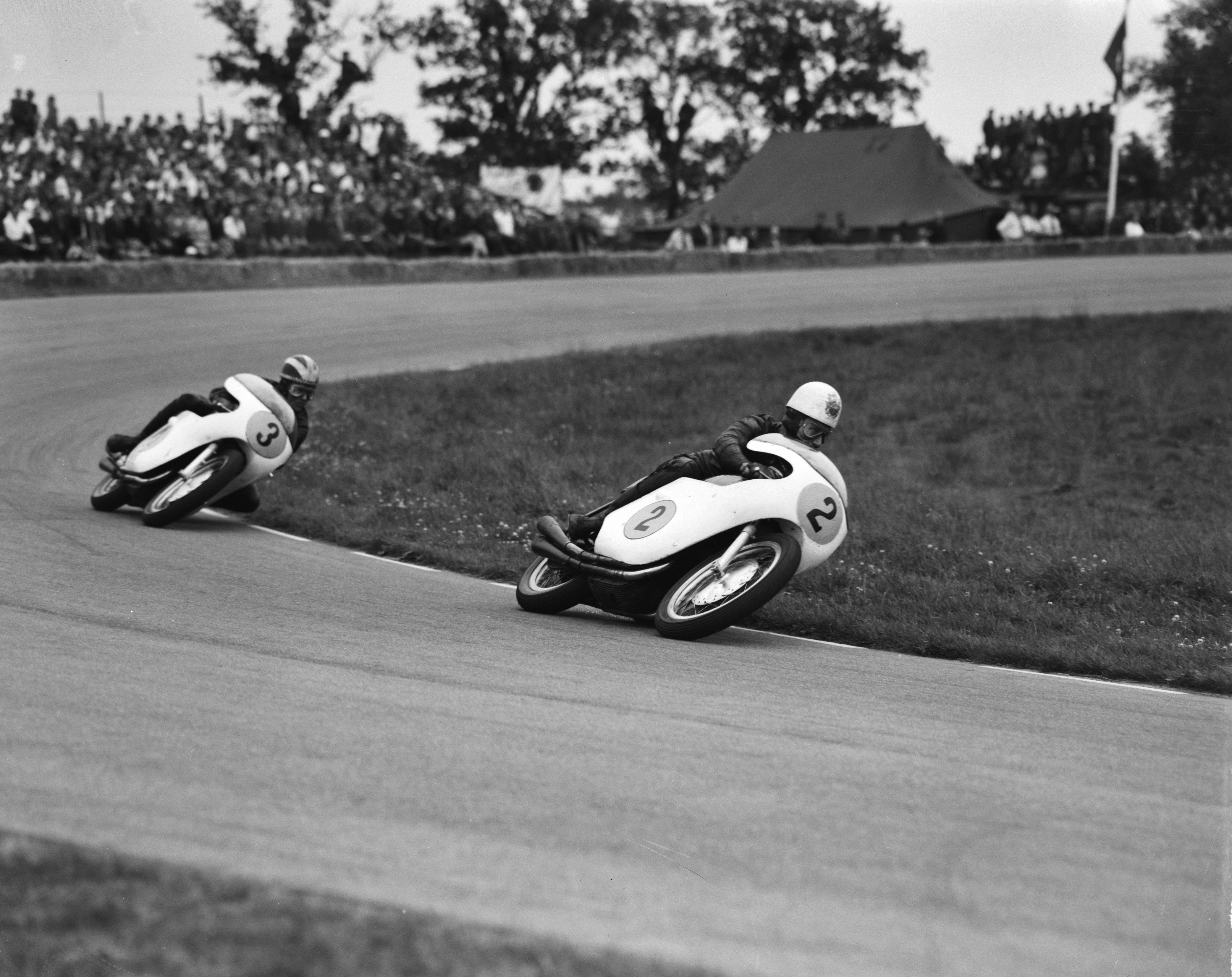
John Hartle en Phil Read in de 500cc-race.

Het lukte het team van Geoff Duke in Assen om met de zes jaar oude Gilera 500 4C te winnen, maar pas nadat Mike Hailwood met de MV Agusta 500 4C was uitgevallen. John Hartle won voor stalgenoot Phil Read. Alan Shepherd zette met de Matchless G50 zijn goede prestaties van 1962 voort en werd derde. De Gilera's bezetten nu de eerste twee plaatsen in de WK-stand. 
| Pos | Coureur              | Merk        | Tijd      | Pnt |
| --- | -------------------- | ----------- | --------- | --- |
| 1   | John Hartle          | Duke-Gilera | 1:05"12'2 | 8   |
| 2   | Phil Read            | Duke-Gilera | +4'6      | 6   |
| 3   | Alan Shepherd        | Matchless   | +2"18'6   | 4   |
| 4   | Jack Ahearn          | Norton      | +2"41'8   | 3   |
| 5   | Fred Stevens         | Norton      | +3"09'9   | 2   |
| 6   | Sven-Olov Gunnarsson | Norton      | +1 ronde  | 1   |
| 7   | Maurice Low          | Matchless   | +1 ronde  |     |
| 8   | Syd Mizen            | Matchless   | +1 ronde  |     |
| 9   | Walter Scheimann     | Norton      | +1 ronde  |     |
| 10  | Raymond Shaw         | Matchless   | +1 ronde  |     |
| 11  | Karl Recktenwald     | Norton      | +1 ronde  |     |
| 12  | Nikolaj Sevast'ânov  | CKEB        | +2 ronden |     |
| 13  | John Somers          | Norton      | +2 ronden |     |

| Coureur           | Merk               | Oorzaak |
| ----------------- | ------------------ | ------- |
| Edy Lenz          | Norton             |         |
| Ladi Richter      | Norton             |         |
| Rudi Thalhammer   | Norton             |         |
| Dennis Fry        | Norton             |         |
| Jack Findlay      | McIntyre-Matchless |         |
| František Šťastný | Jawa               |         |
| Lothar John       | Norton             |         |
| Dan Shorey        | Matchless          |         |
| Dennis Ainsworth  | Matchless          |         |
| Mike Hailwood     | MV Agusta          |         |
| Joop Vogelzang    | Norton             |         |

| Coureur              | Merk        | Oorzaak  |
| -------------------- | ----------- | -------- |
| Benedicto Caldarella | Matchless   | [ 1 ]    |
| Fabián Villavelran   | Norton      | [ 1 ]    |
| Jorge Kissling       | Norton      | [ 1 ]    |
| Victorio Minguzzi    | Matchless   | [ 1 ]    |
| Mike Duff            | Matchless   |          |
| Gyula Marsovszky     | Matchless   |          |
| Bill Smith           | Norton      |          |
| Derek Minter         | Duke-Gilera | Blessure |
| Joe Dunphy           | Norton      |          |
| Ralph Bryans         | Norton      |          |
| Vernon Cottle        | Norton      |          |
| Vasco Loro           | Norton      |          |
| Horacio Costa        | Norton      | [ 1 ]    |

### Top negen tussenstand 500cc-klasse
Negen coureurs hadden punten gescoord.
| Pos | Coureur              | Merk        | Pnt |
| --- | -------------------- | ----------- | --- |
| 1   | John Hartle          | Duke-Gilera | 14  |
| 2   | Phil Read            | Duke-Gilera | 10  |
| 3   | Mike Hailwood        | MV Agusta   | 8   |
| 4   | Alan Shepherd        | Matchless   | 4   |
| 5   | Jack Ahearn          | Norton      | 3   |
| 5   | Mike Duff            | Matchless   | 3   |
| 5   | Fred Stevens         | Norton      | 3   |
| 8   | Joe Dunphy           | Norton      | 2   |
| 9   | Sven-Olof Gunnarsson | Norton      | 1   |

## 350cc-klasse

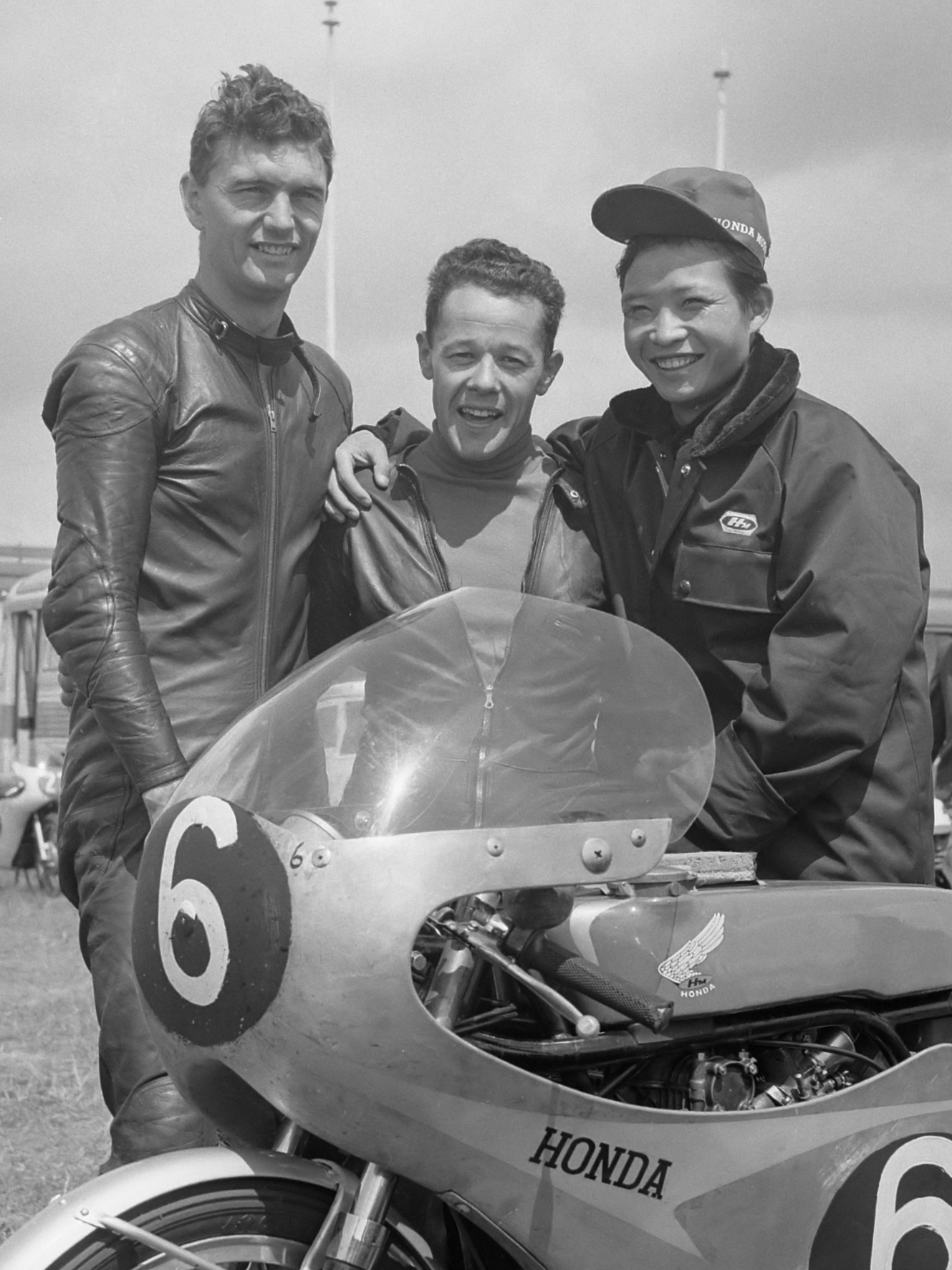
V.l.n.r. Jim Redman, Luigi Taveri en Kunimitsu Takahashi.

Geoff Duke had noodgedwongen zijn 350cc-Gilera's moeten stilzetten. Er waren geen onderdelen voor de zes jaar oude museumstukken en hij moest machines kannibaliseren om ze rijdend te houden. Jim Redman had dat probleem met de Honda RC 171 niet. Hij won voor de derde keer op rij en nam nu een grote voorprong in de WK-stand. Mike Hailwood werd met de MV Agusta 350 4C tweede en Luigi Taveri werd derde.
| Pos | Coureur           | Merk      | Tijd      | Pnt |
| --- | ----------------- | --------- | --------- | --- |
| 1   | Jim Redman        | Honda     | 1:06"04'1 | 8   |
| 2   | Mike Hailwood     | MV Agusta | +32'5     | 6   |
| 3   | Luigi Taveri      | Honda     | +1"41'2   | 4   |
| 4   | František Šťastný | Jawa      | +2"47'1   | 3   |
| 5   | Jack Ahearn       | Norton    | +3"01'2   | 2   |
| 6   | Gustav Havel      | Jawa      | +1 ronde  | 1   |
| 7   | Karl Hoppe        | AJS       | +1 ronde  |     |
| 8   | Fred Stevens      | Norton    | +1 ronde  |     |
| 9   | Dennis Ainsworth  | Norton    | +1 ronde  |     |
| 10  | Dan Shorey        | AJS       | +1 ronde  |     |
| 11  | Ladi Richter      | Norton    | +2 ronden |     |
| 12  | Eduard Lenz       | Norton    | +2 ronden |     |

| Coureur     | Merk        | Oorzaak    |
| ----------- | ----------- | ---------- |
| John Hartle | Duke-Gilera | Teambeleid |
| Phil Read   | Duke-Gilera | Teambeleid |

| Coureur              | Merk      |
| -------------------- | --------- |
| Mike Duff            | AJS       |
| Pavel Slavíček       | Jawa      |
| Veikko Sulasaari     | Norton    |
| Alan Shepherd        | AJS       |
| Len Ireland          | Norton    |
| Syd Mizen            | AJS       |
| Tommy Robb           | Honda     |
| Gilberto Milani      | Aermacchi |
| Remo Venturi         | Bianchi   |
| Sven-Olof Gunnarsson | Norton    |
| Nikolaj Sevast'ânov  | CKEB      |

### Top tien tussenstand 350cc-klasse
| Pos | Coureur           | Merk        | Pnt |
| --- | ----------------- | ----------- | --- |
| 1   | Jim Redman        | Honda       | 24  |
| 2   | František Šťastný | Jawa        | 7   |
| 3   | John Hartle       | Duke-Gilera | 6   |
| 3   | Remo Venturi      | Bianchi     | 6   |
| 3   | Mike Hailwood     | MV Agusta   | 6   |
| 6   | Phil Read         | Duke-Gilera | 4   |
| 6   | Gustav Havel      | Jawa        | 4   |
| 6   | Jack Ahearn       | Norton      | 4   |
| 6   | Luigi Taveri      | Honda       | 4   |
| 10  | Syd Mizen         | AJS         | 3   |

## 250cc-klasse
Tarquinio Provini had al twee races gewonnen met zijn eencilinder Moto Morini 250 Bialbero, maar had de TT van Man overgeslagen en ontmoette nu ook de tegenstand van Fumio Ito met zijn Yamaha RD 56. Jim Redman (Honda RC 163) won de race voor Ito en Provini.
| Pos | Coureur           | Merk       | Tijd      | Pnt |
| --- | ----------------- | ---------- | --------- | --- |
| 1   | Jim Redman        | Honda      | 56"39'1   | 8   |
| 2   | Fumio Ito         | Yamaha     | +34'9     | 6   |
| 3   | Tarquinio Provini | Morini     | +52'0     | 4   |
| 4   | Yoshikazu Sunako  | Yamaha     | +3"04'7   | 3   |
| 5   | Tommy Robb        | Honda      | +5"33'2   | 2   |
| 6   | Cas Swart         | Honda      | +1 ronde  | 1   |
| 7   | Ginger Molloy     | Bultaco    | +1 ronde  |     |
| 8   | Stanislav Malina  | ČZ         | +1 ronde  |     |
| 9   | Trevor Barnes     | Moto Guzzi | +2 ronden |     |
| 10  | Siegfried Lohmann | Adler      | +2 ronden |     |

| Coureur         | Merk    | Oorzaak |
| --------------- | ------- | ------- |
| Ivan Schumann   | NSU     | [ 1 ]   |
| Raúl Kissling   | NSU     | [ 1 ]   |
| Umberto Masetti | Morini  | [ 1 ]   |
| Carlos Marfetan | Parilla | [ 1 ]   |

| Coureur             | Merk              |
| ------------------- | ----------------- |
| Jack Findlay        | Mondial / DMW     |
| Luigi Taveri        | Honda             |
| Alan Shepherd       | MZ                |
| Bill Smith          | Honda             |
| Chris Anderson      | Aermacchi         |
| John Kidson         | Cotton-Moto Guzzi |
| Mike Hailwood       | MZ                |
| Phil Read           | Yamaha            |
| László Szabó        | MZ                |
| Gilberto Milani     | Aermacchi         |
| Silvio Grassetti    | Benelli           |
| Hiroshi Hasegawa    | Yamaha            |
| Isamu Kasuya        | Honda             |
| Kunimitsu Takahashi | Honda             |

### Top tien tussenstand 250cc-klasse
| Pos | Coureur             | Merk    | Pnt |
| --- | ------------------- | ------- | --- |
| 1   | Jim Redman          | Honda   | 26  |
| 2   | Tarquinio Provini   | Morini  | 20  |
| 3   | Tommy Robb          | Honda   | 14  |
| 4   | Fumio Ito           | Yamaha  | 12  |
| 5   | Bill Smith          | Honda   | 4   |
| 6   | Silvio Grassetti    | Benelli | 3   |
| 6   | Kunimitsu Takahashi | Honda   | 3   |
| 6   | Hiroshi Hasegawa    | Yamaha  | 3   |
| 6   | Yoshikazu Sunako    | Yamaha  | 3   |
| 10  | Alan Shepherd       | MZ      | 2   |
| 10  | Luigi Taveri        | Honda   | 2   |

## 125cc-klasse
Jim Redman kwam in de 125cc-race ten val en brak een sleutelbeen, waardoor hij de Belgische Grand Prix moest overslaan. De Suzuki RT 63's waren opnieuw te sterk voor de Honda RC 145: Hugh Anderson won voor stalgenoot Frank Perris. Luigi Taveri werd met de Honda derde. 
| Pos | Coureur              | Merk   | Tijd      | Pnt |
| --- | -------------------- | ------ | --------- | --- |
| 1   | Hugh Anderson        | Suzuki | 48"54'1   | 8   |
| 2   | Frank Perris         | Suzuki | +8'7      | 6   |
| 3   | Luigi Taveri         | Honda  | +44'7     | 4   |
| 4   | Bert Schneider       | Suzuki | +1"59'0   | 3   |
| 5   | Kunimitsu Takahashi  | Honda  | +2"01'8   | 2   |
| 6   | Tommy Robb           | Honda  | +2"18'3   | 1   |
| 7   | Cees van Dongen      | Honda  | +3"21'2   |     |
| 8   | Stanislav Malina     | ČZ     | +1 ronde  |     |
| 9   | Walter Scheimann     | Honda  | +1 ronde  |     |
| 10  | Sven-Olof Gunnarsson | Honda  | +1 ronde  |     |
| 11  | Giuseppe Visenzi     | Ducati | +1 ronde  |     |
| 12  | Rolf Amfaldern       | Honda  | +1 ronde  |     |
| 13  | Jan Huberts          | Honda  | +1 ronde  |     |
| 14  | Cas Swart            | Ducati | +2 ronden |     |
| 15  | Han Leenheer         | Ducati | +2 ronden |     |

| Coureur     | Merk   | Oorzaak |
| ----------- | ------ | ------- |
| Mitsuo Itoh | Suzuki |         |
| Jim Redman  | Honda  | Val     |

| Coureur              | Merk    | Oorzaak |
| -------------------- | ------- | ------- |
| Alberto Gómez        | Zanella | [ 1 ]   |
| Aldo Caldarella      | Bultaco | [ 1 ]   |
| Héctor Pochettino    | Bultaco | [ 1 ]   |
| Horacio Maffia       | Ducati  | [ 1 ]   |
| Juan Carlos Salatino | Zanella | [ 1 ]   |

| Coureur              | Merk    |
| -------------------- | ------- |
| Mike Duff            | Bultaco |
| Werner Musiol        | MZ      |
| Ernst Degner         | Suzuki  |
| Francisco González   | Bultaco |
| Jean-Pierre Beltoise | Bultaco |
| Alan Shepherd        | MZ      |
| Gary Dickinson       | Honda   |
| Peter Inchley        | EMC     |
| John Grace           | Bultaco |
| László Szabó         | MZ      |

### Top tien tussenstand 125cc-klasse
| Pos | Coureur             | Merk   | Pnt |
| --- | ------------------- | ------ | --- |
| 1   | Hugh Anderson       | Suzuki | 30  |
| 2   | Luigi Taveri        | Honda  | 22  |
| 3   | Frank Perris        | Suzuki | 15  |
| 4   | Jim Redman          | Honda  | 13  |
| 4   | Ernst Degner        | Suzuki | 13  |
| 6   | Bert Schneider      | Suzuki | 5   |
| 7   | László Szabó        | MZ     | 4   |
| 7   | Kunimitsu Takahashi | Honda  | 4   |
| 9   | Peter Inchley       | EMC    | 3   |
| 9   | Tommy Robb          | Honda  | 3   |

## 50cc-klasse

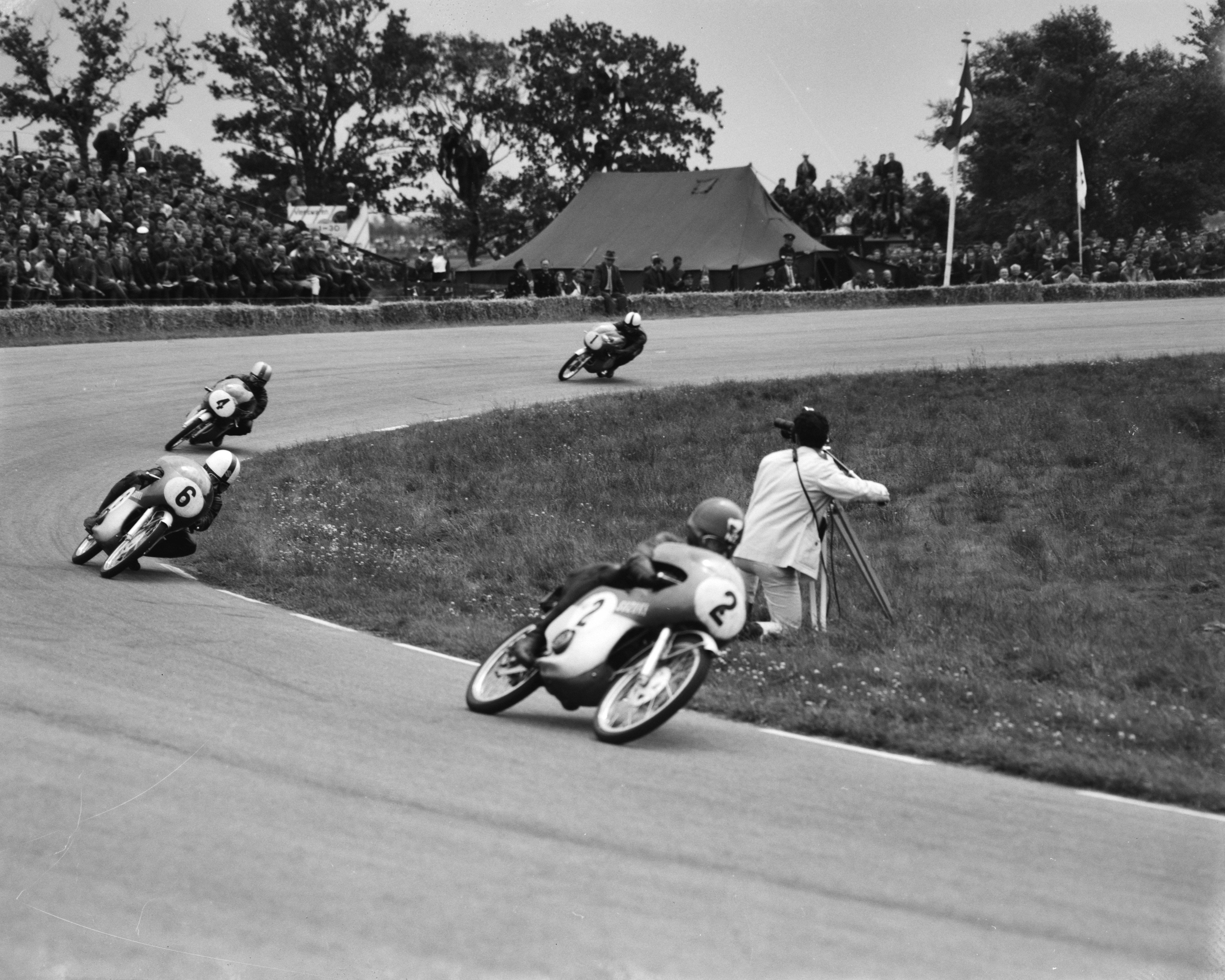
Hugh Anderson, Mitsuo Itoh, Michio Ichino en Ernst Degner.

Hugh Anderson was Suzuki's beste kanshebber om Hans Georg Anscheidt (Kreidler) te verslaan, maar stalorders kende men bij Suzuki niet: Ernst Degner bleef Anderson voor. Michio Ichino werd derde. Omdat Anscheidt slechts zesde werd nam Anderson de leiding in de WK-stand toch over. 
| Pos | Coureur              | Merk     | Tijd    | Pnt |
| --- | -------------------- | -------- | ------- | --- |
| 1   | Ernst Degner         | Suzuki   | 31"05'2 | 8   |
| 2   | Hugh Anderson        | Suzuki   | +6'5    | 6   |
| 3   | Michio Ichino        | Suzuki   | +7'9    | 4   |
| 4   | Isao Morishita       | Suzuki   | +15'2   | 3   |
| 5   | Mitsuo Itoh          | Suzuki   | +38'7   | 2   |
| 6   | Hans Georg Anscheidt | Kreidler | +43'0   | 1   |
| 7   | Alberto Pagani       | Kreidler | +43'5   |     |
| 8   | Cees van Dongen      | Kreidler | +1"27'6 |     |
| 9   | Jean-Pierre Beltoise | Kreidler | +1"47'9 |     |
| 10  | Jan Huberts          | Derbi    | +3"06'2 |     |
| 11  | José Maria Busquets  | Derbi    | +3"18'3 |     |

| Coureur            | Merk     | Oorzaak    |
| ------------------ | -------- | ---------- |
| Karaber Samardjian | Suzuki   | [ 1 ]      |
| Raúl Kissling      | Kreidler | [ 1 ]      |
| Luigi Taveri       | Honda    | Teambeleid |
| Sadao Shimazaki    | Honda    | Teambeleid |
| Gastón Biscia      | Suzuki   | [ 1 ]      |

| Coureur          | Merk    |
| ---------------- | ------- |
| César Gracia     | Ducson  |
| Matti Salonen    | Prykija |
| Ian Plumridge    | Honda   |
| Shunkishi Masuda | Suzuki  |

### Top tien tussenstand 50cc-klasse
| Pos | Coureur              | Merk     | Pnt |
| --- | -------------------- | -------- | --- |
| 1   | Hugh Anderson        | Suzuki   | 26  |
| 2   | Hans Georg Anscheidt | Kreidler | 24  |
| 3   | Ernst Degner         | Suzuki   | 18  |
| 4   | Isao Morishita       | Suzuki   | 15  |
| 5   | Mitsuo Itoh          | Suzuki   | 12  |
| 6   | Michio Ichino        | Suzuki   | 11  |
| 7   | José Maria Busquets  | Derbi    | 7   |
| 8   | Alberto Pagani       | Kreidler | 3   |
| 9   | Jean-Pierre Beltoise | Kreidler | 3   |
| 10  | César Gracia         | Ducson   | 1   |
| 10  | Ian Plumridge        | Honda    | 1   |

## Zijspanklasse

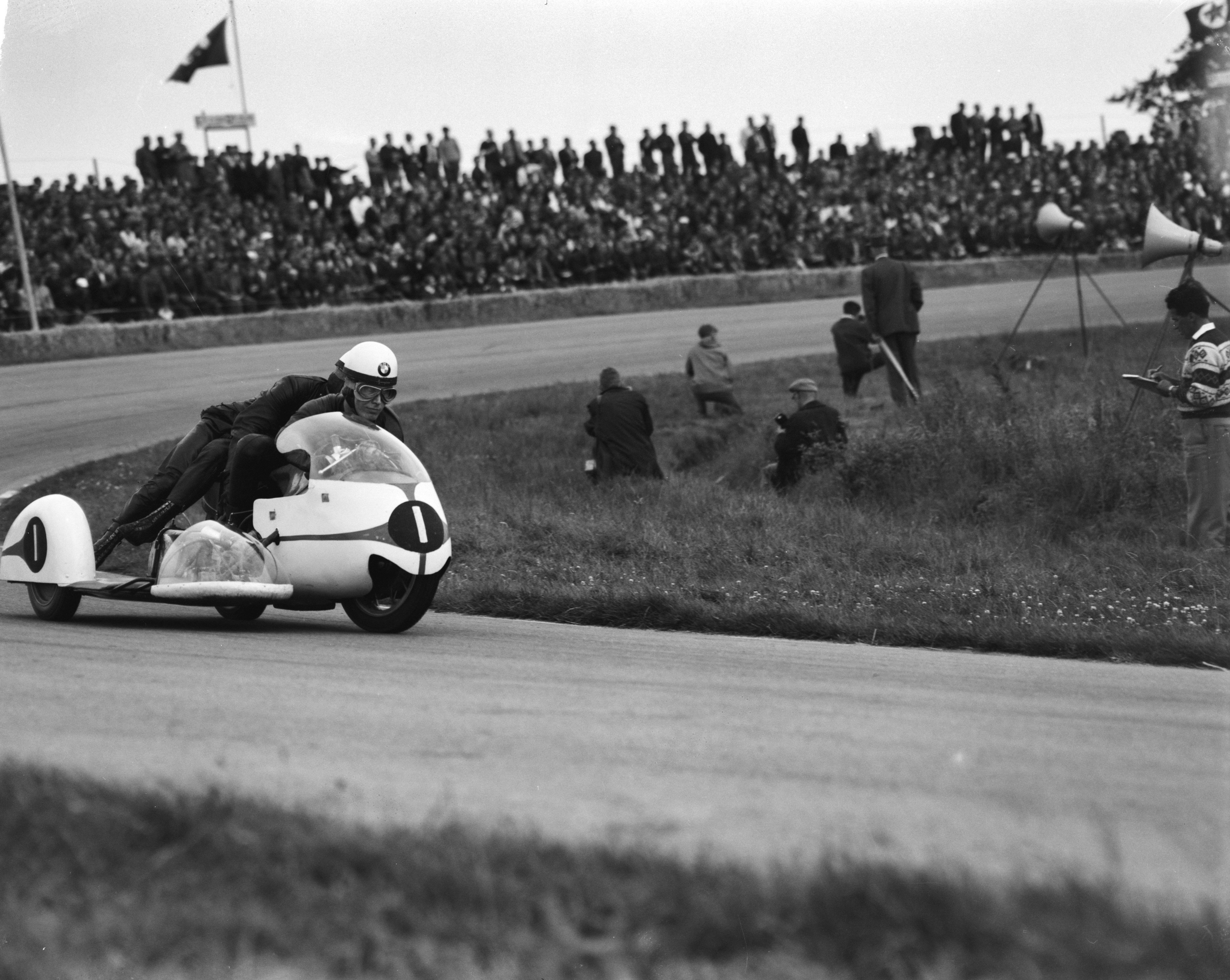
Max Deubel en Emil Hörner op weg naar de overwinning in Assen.

Florian Camathias kwam als WK-leider naar Assen, maar nu Max Deubel won en Camathias slechts derde werd, was het moeilijk om Deubel nog te achterhalen. Dat lag aan de streepresultaten: De vier punten van Assen werden onmiddellijk weggestreept en Camathias moest nu de Belgische Grand Prix eigenlijk winnen om nog wereldkampioen te worden.
| Pos | Coureur           | Bakkenist     | Merk | Tijd     | Pnt |
| --- | ----------------- | ------------- | ---- | -------- | --- |
| 1   | Max Deubel        | Emil Hörner   | BMW  | 51"17'2  | 8   |
| 2   | Fritz Scheidegger | John Robinson | BMW  | +11'6    | 6   |
| 3   | Florian Camathias | Alfred Herzig | FCS  | +1"12'7  | 4   |
| 4   | Otto Kölle        | Dieter Hess   | BMW  | +1"39'4  | 3   |
| 5   | Georg Auerbacher  | Beno Heim     | BMW  | +1"52'6  | 2   |
| 6   | Chris Vincent     | Keith Scott   | BSA  | +2"29'9  | 1   |
| 7   | Jackie Beeton     | Eddie Bulgin  | BMW  | +2"36'3  |     |
| 8   | Arsenius Butscher | Walter Popp   | BMW  | +1 ronde |     |
| 9   | Boško Šnajder     | Stjepan Rogan | BMW  | +1 ronde |     |
| 10  | Tony Wakefield    | Graham Milton | BMW  | +1 ronde |     |

| Coureur        | Bakkenist               | Merk | Oorzaak |
| -------------- | ----------------------- | ---- | ------- |
| Claude Lambert | Gottfried Rüfenacht (†) | BMW  |         |

| Coureur        | Bakkenist      | Merk      |
| -------------- | -------------- | --------- |
| Ferdinand Breu | Hans Gösch     | BMW       |
| Alan Birch     | Peter Birch    | BMW       |
| Colin Seeley   | Wally Rawlings | Matchless |

### Top tien tussenstand zijspanklasse
| Pos | Coureur           | Bakkenist                      | Merk      | Pnt     |
| --- | ----------------- | ------------------------------ | --------- | ------- |
| 1   | Max Deubel        | Emil Hörner / Barry Dungsworth | BMW       | 22      |
| 2   | Florian Camathias | Alfred Herzig                  | FCS       | 20 (24) |
| 3   | Otto Kölle        | Dieter Hess                    | BMW       | 12      |
| 3   | Fritz Scheidegger | John Robinson                  | BMW       | 12      |
| 5   | Georg Auerbacher  | Beno Heim                      | BMW       | 8 (10)  |
| 6   | Alan Birch        | Peter Birch                    | BMW       | 7       |
| 7   | Arsenius Butscher | Alfred Leissing / Walter Popp  | BMW       | 3       |
| 8   | Ferdinand Breu    | Hans Gösch                     | BMW       | 2       |
| 8   | Colin Seeley      | Wally Rawlings                 | Matchless | 2       |
| 9   | Claude Lambert    | Gottfried Rüfenacht (†)        | BMW       | 1       |
| 9   | Chris Vincent     | Keith Scott                    | BSA       | 1       |

1925 · 1926 · 1927 · 1928 · 1929 · 1930 · 1931 · 1932 · 1933 · 1934 · 1935 · 1936 · 1937 · 1938 · 1939 · 1940–1945 · 1946 · 1947 · 1948 · 1949 · 1950 · 1951 · 1952 · 1953 · 1954 · 1955 · 1956 · 1957 · 1958 · 1959 · 1960 · 1961 · 1962 · 1963 · 1964 · 1965 · 1966 · 1967 · 1968 · 1969 · 1970 · 1971 · 1972 · 1973 · 1974 · 1975 · 1976 · 1977 · 1978 · 1979 · 1980 · 1981 · 1982 · 1983 · 1984 · 1985 · 1986 · 1987 · 1988 · 1989 · 1990 · 1991 · 1992 · 1993 · 1994 · 1995 · 1996 · 1997 · 1998 · 1999 · 2000 · 2001 · 2002 · 2003 · 2004 · 2005 · 2006 · 2007 · 2008 · 2009 · 2010 · 2011 · 2012 · 2013 · 2014 · 2015 · 2016 · 2017 · 2018 · 2019 · 2021 · 2022 · 2023 · 2024 · 2025